# Phyllanthus urbanianus
Phyllanthus urbanianus är en emblikaväxtart som beskrevs av Rudolf Mansfeld. Phyllanthus urbanianus ingår i släktet Phyllanthus och familjen emblikaväxter. Inga underarter finns listade i Catalogue of Life.